# Вербальное затенение
Верба́льное затене́ние (англ. Verbal overshadowing) - это когнитивный эффект, возникающий при запоминании визуальной информации с помощью словесного описания. Процесс воспроизведения информации в таком случае нарушается, поскольку вербализация зрительного образа затрудняет его последующее узнавание. Процесс вербализации не влияет на целостность зрительного образа, но является источником интерференции с образами в зрительной памяти. Точные причины возникновения эффекта до сих пор не установлены.

## История изучения
Впервые вербальное затенение было обнаружено в исследовании 1990 года. Исследователи Скулер и Энгстлер-Скулер провели эксперимент, в котором участники просматривали пленку с записанным ограблением и идентифицировали преступников по памяти. Те участники, которые описывали внешность грабителя, допускали больше ошибок при опознании. Эффект проявлялся еще сильнее в том случае, когда время между описанием и идентификацией сокращалось. В дальнейших исследованиях было обнаружено, что этот эффект проявляется при распознавании других визуальных стимулов.
Вербальное затенение возникает при описании цвета, абстрактных фигур, вкусовых ощущений. В исследовании, посвященному решению инсайтных задач, участники, которые не описывали свой ход рассуждения справлялись лучше с решением головоломок. Предположительно, вербализация затрудняет доступ к невербализуемым компонентам памяти, которые необходимы для достижения инсайта.

## Условия
Вербальное затенение проявляется в условиях, когда зрительный образ детализирован и требует особых критериев для описания. Например, описание машин не вызывает таких же трудностей, как описание и распознавание человеческих лиц. Неуверенность наблюдателя в точности описания также служит предпосылкой для возникновения эффекта. Вербальное затенение проявляется более отчетливо при минимальном временном разрыве между вербализацией и идентификацией.

## Гипотезы

### Неподходящий перенос обработки (transfer-inappropriate retrieval)
Для описания эффекта Ч. Браун и его коллеги предложили гипотезу "неподходящего переноса обработки" (transfer-inappropriate retrieval): вербализация смещает акцент на вербальные процессы, что препятствует невербальным процессам, необходимым для извлечения информации из памяти. Вербализация не искажает память, однако сдвиг обработки информации порождает трудности при идентификации.

### Искажение памяти
Д. Клэйр и С. Левандовски утверждают, что вербализация вызывает интерференцию с первоначальным зрительным образом и искажает его следы в памяти. Развернутое описание объекта содержит ошибки и неточности, которые порождают трудности в распознавании.

### Современные гипотезы
В настоящее время существуют две основные гипотезы объяснения эффекта вербального затенения. Гипотеза рекодинговой интерференции (Recoding Interference Hypothesis) и гипотеза сдвига обработки (Transfer-Inappropriate Processing Shift, TIPS).
Гипотеза рекодинговой интерференции (Recoding Interference Hypothesis) утверждает, что вербализация искажает исходный зрительный образ. Вербальная и невербальная обработка информации порождает две разные репрезентации, которые конкурируют друг с другом и порождают неточности воспроизведения.
Гипотеза сдвига обработки (Transfer-Inappropriate Processing Shift, TIPS) содержит идею о сдвиге с невербального процесса обработки на вербальный. При попытке вернуться к изначальному процессу невербальной (целостной) обработки возникают затруднения, которые можно нивелировать с помощью зрительных подсказок.

## Применение
Прикладное значение эффекта вербального затенения заключается в его влиянии на достоверность свидетельских показаний и процедуры опознания. В юридической практике понимание данного эффекта помогает проводить допросы с меньшим количеством ложных опознаний: например, избегать требований к детальному описанию подозреваемого перед опознанием, чтобы не спровоцировать ошибки. В психологической практике используется для разработки методов, позволяющих извлекать достоверную информацию из памяти очевидцев (например, когнитивного интервью), а также при проведении исследований, изучающих феномены памяти.

## Критика
Некоторые исследователи реплицировали эксперименты Скулера и обнаружили, что эффект не проявляется или проявляется в меньшей степени, чем изначально было установлено. Также эффект вербального затенения не проявляется при многократном тестировании и использовании уникальных стимулов.
Существуют исследования, которые утверждают, что вербализация помогает даже улучшить воспроизведение информации. Участники лучше распознавали лица, если им давали возможность еще раз повторить словесное описание зрительного образа через определенный промежуток времени.